# 分裂病の精神病理
『分裂病の精神病理』（ぶんれつびょうのせいしんびょうり）は、日本の精神科医である土居健郎が中心となり、1972年に気鋭の精神医学者達が統合失調症に関するワークショップを行い、その成果を一冊の本にまとめたものである。当初は一回きりの試みとして行われたが、結果として大きな成功を収め、以後16年間続くシリーズとなった。17年目には出版を東京大学出版会から星和書店が引き継ぎ、書名を『分裂病の精神病理と治療』へと改め、計8巻を発行している。1972年〜1997年へと四半世紀（足かけ26年）に渡り計24巻を発行する長大なシリーズである。

## 概説

### 統合失調症の研究書
1960年代は反体制の大学闘争の時代であり、ようやく組織化された精神病理学会は数年で潰れてしまった。精神病理学者の中井久夫は、「当時は、分裂病の研究そのものが悪であるかどうかという議論もあって、かなり緊張した雰囲気のなかで分裂病の病理研究がスタートした」と述べている。反精神医学の嵐が吹き荒れ、「分裂病は社会的レッテルに過ぎない」という極端な主張もあり、本シリーズの研究者にはあからさまな脅迫すら行われていた。
しかし圧力に屈せず研究は継続され、1972年東京大学出版会より出版された「分裂病の精神病理1」を皮切りに、「分裂病の精神病理」シリーズが刊行されることとなった。 土居健郎、笠原嘉、安永浩、宮本忠雄、木村敏、中井久夫など名だたる精神医学者達が旅館で合宿を行い、各自の発表をもとに互いに真剣な議論が交わされ、その成果がこの研究書に結実したのである。後半には次代の精神病理学を形づくった村上靖彦、永田俊彦、市橋秀夫、中安信夫らが加わっている。本シリーズは精神医学の分野だけでなく、哲学をはじめとした人文科学の分野にも大きな影響を与えた。

### 学会への発展と本シリーズの意義
土居は本書について、「この会合をいつまで続けるかについては初めから問題があった。それは一つにこれがクローズドの会合であったからだ」と述べており、より開かれた学会を求める声も上がった。1980年には専門誌「臨床精神病理」が発刊され、1988年「日本精神病理学会」が発足した。それに伴い東京大学出版会からの本シリーズは1987年で終了となった。しかし、1988年以降は星和書店が出版を引き継ぎ、書名を「分裂病の精神病理と治療」へと改め、1997年の第8巻まで刊行されている。中井は本書について、「このシリーズも八巻を経て回顧すれば、時代の所産の感を強くする。このような長さの、しかも一部は連作がものされ、しかもそのスタイルもしばしば「標準」の形式から大きく外れており、またかなりの部分が精神病院をはじめ大学外から汲まれている。このことは十九世紀後半以前を知らずに発足したわが国精神医学をひそかに補完する面がありはしないか。」とその意義について述べている。

### 精神医学の古典として
分裂病の精神病理シリーズは、精神病理学の知的可能性をまざまざと見せつけ、精神医学から統合失調症へのアプローチの古典として不朽の金字塔を打ち立てた。本書によって統合失調症という世界の奥行きの深さを知り、精神病理学という学問に目を開かれた人は多い。本書は現代において今なお広く読み継がれている。

## 書籍一覧

### 分裂病の精神病理
- 土居健郎 編『分裂病の精神病理1』東京大学出版会、1972年。ISBN 9784130600439。
- 宮本忠雄 編『分裂病の精神病理2』東京大学出版会、1974年。ISBN 9784130600590。
- 木村敏 編『分裂病の精神病理3』東京大学出版会、1974年。ISBN 9784130600637。
- 荻野恒一 編『分裂病の精神病理4』東京大学出版会、1976年。ISBN 9784130600705。
- 笠原嘉 編『分裂病の精神病理5』東京大学出版会、1977年。ISBN 9784130600828。
- 安永浩 編『分裂病の精神病理6』東京大学出版会、1977年。ISBN 9784130610261。
- 湯浅修一 編『分裂病の精神病理7』東京大学出版会、1978年。ISBN 9784130610339。
- 中井久夫 編『分裂病の精神病理8』東京大学出版会、1979年。ISBN 9784130610360。
- 川久保芳彦 編『分裂病の精神病理9』東京大学出版会、1981年。ISBN 9784130610896。
- 藤縄昭 編『分裂病の精神病理10』東京大学出版会、1981年。ISBN 9784130610902。
- 吉松和哉 編『分裂病の精神病理11』東京大学出版会、1982年。ISBN 9784130610919。
- 村上靖彦 編『分裂病の精神病理12』東京大学出版会、1983年。ISBN 9784130610926。
- 飯田真 編『分裂病の精神病理13』東京大学出版会、1984年。ISBN 9784130610933。
- 内沼幸雄 編『分裂病の精神病理14』東京大学出版会、1986年。ISBN 9784130610940。
- 高橋俊彦 編『分裂病の精神病理15』東京大学出版会、1987年。ISBN 9784130610957。
- 土居健郎 編『分裂病の精神病理16』東京大学出版会、1987年。ISBN 9784130610964。

### 分裂病の精神病理と治療
- 吉松和哉 編『分裂病の精神病理と治療1』星和書店、1988年。ISBN 9784791101818。
- 湯浅修一 編『分裂病の精神病理と治療2』星和書店、1989年。ISBN 9784791101900。
- 中井久夫 編『分裂病の精神病理と治療3』星和書店、1991年。ISBN 9784791102082。
- 飯田真 編『分裂病の精神病理と治療4』星和書店、1992年。ISBN 9784791102389。
- 永田俊彦 編『分裂病の精神病理と治療5』星和書店、1993年。ISBN 9784791102587。
- 村上靖彦 編『分裂病の精神病理と治療6—分裂病症状をめぐって』星和書店、1995年。ISBN 9784791102778。
- 市橋秀夫 編『分裂病の精神病理と治療7—経過と予後』星和書店、1996年。ISBN 9784791103201。
- 中安信夫 編『分裂病の精神病理と治療8—治療の展開』星和書店、1997年。ISBN 9784791103591。

## 関連人物
- 土居健郎
- 笠原嘉
- 安永浩 - 統合失調症に関して「ファントム理論」を著した。詳細は当該人物の記事を参照。
- 宮本忠雄
- 木村敏
- 中井久夫
- 村上靖彦
- 永田俊彦
- 市橋秀夫
- 中安信夫